# 1998년 동계 패럴림픽
1998년 동계 패럴림픽(영어: 1998 Winter Paralympics, VII Paralympic Winter Games, 일본어: 長野パラリンピック)은 1998년 3월 5일부터 3월 14일까지 일본 나가노현 나가노시에서 개최된 동계 패럴림픽이다.

## 참가국
1998년 동계 패럴림픽에 참가한 국가는 총 31개국이다. 아르메니아, 이란, 슬로베니아, 남아프리카 공화국, 우크라이나 5개국이 처음으로 동계 패럴림픽에 참가하였다.
| - 아르메니아 - 오스트레일리아 - 오스트리아 - 벨라루스 - 불가리아 - 캐나다 - 체코 - 덴마크 - 에스토니아 - 핀란드 - 프랑스 | - 독일 - 영국 - 이란 - 이탈리아 - 일본 (개최국) - 카자흐스탄 - 대한민국 - 네덜란드 - 노르웨이 - 뉴질랜드 - 폴란드 | - 러시아 - 슬로바키아 - 슬로베니아 - 남아프리카 공화국 - 스페인 - 스웨덴 - 스위스 - 우크라이나 - 미국 |

## 종목
- 바이애슬론
- 아이스슬레지
- 아이스하키
- 알파인스키
- 크로스컨트리

## 메달 집계
| 순위 | 국가       | 금메달 | 은메달 | 동메달 | 합계 |
| ---- | ---------- | ------ | ------ | ------ | ---- |
| 1    | 노르웨이   | 18     | 9      | 13     | 40   |
| 2    | 독일       | 14     | 17     | 13     | 44   |
| 3    | 미국       | 13     | 8      | 13     | 34   |
| 4    | 일본       | 12     | 16     | 13     | 41   |
| 5    | 러시아     | 12     | 10     | 9      | 31   |
| 6    | 스위스     | 10     | 5      | 8      | 23   |
| 7    | 스페인     | 8      | 0      | 0      | 8    |
| 8    | 오스트리아 | 7      | 16     | 11     | 34   |
| 9    | 핀란드     | 7      | 5      | 7      | 19   |
| 10   | 프랑스     | 5      | 9      | 8      | 22   |

## 같이 보기
- 1998년 동계 올림픽